# 공주기사는 야만인의 아내
공주기사는 야만인의 아내(일본어: 姫騎士は蛮族の嫁, The Barbarian's Bride)는 일본의 만화 시리즈이다. 2021년 1월부터 고단샤의 소년 만화 잡지 별책 소년 매거진에 연재되었다. TV 애니메이션 시리즈로 각색된 작품은 2025년에 방영된다.